# Place Fernand-Mourlot
La place Fernand-Mourlot est une voie située dans le quartier du Montparnasse du 14e arrondissement de Paris.

## Situation et accès
C'est en fait le terre-plein central de la partie occidentale du boulevard Edgar-Quinet, entre la rue du Départ à l'ouest et les rues du Montparnasse et de la Gaîté à l'est.
La place Fernand-Mourlot est desservie à proximité la ligne 6 à la station Edgar Quinet.

## Origine du nom
Cette place doit son nom au lithographe Fernand Mourlot (1895-1988). 

## Historique
Elle a été nommée par arrêté municipal du 12 octobre 1999, le terre-plein ne portant pas de nom précédemment.

## Bâtiments remarquables et lieux de mémoire
- La place donne sur la tour Montparnasse.